# Julio Porres Martín-Cleto
Julio Porres Martín-Cleto (Toledo, mayo de 1922-Toledo, 22 de enero de 2011) fue un historiador y abogado español, interesado en la historia de Toledo y su provincia.

## Biografía
Nacido en la toledana plaza de Zocodover en mayo de 1922, se licenció en derecho en la Universidad Central en 1945. Desempeñó a partir de 1946 la ocupación de asesor jurídicos de sindicatos, y tras un destino como funcionario de Hacienda en Ciudad Real, volvió en 1949 a Toledo. Porres, que el 10 de mayo de 1964 se convirtió en miembro numerario de la Real Academia de Bellas Artes y Ciencias Históricas de Toledo, de la que llegó a ser director, con la medalla 8, fue también cronista oficial de la provincia de Toledo. Desempeñó los cargos políticos de concejal del Ayuntamiento de Toledo (1958-c. 1969) y de diputado provincial (a partir de 1961). Entre sus publicaciones se encuentra la obra de referencia para la historia de Toledo Historia de las calles de Toledo (1982).
Falleció el sábado 22 de enero de 2011 en su ciudad natal.